# Půst (bahá’í)
Půst dodržují vyznavači víry bahá'í v měsíci zvaném ´Alá´ (Vznešenost), připadajícím na rozmezí od 2. do 21. března a otevírá měsíc další nazvaný Bahá (Skvělost).  

## Náboženská pravidla
Bahá’í věřící v období postu nejedí a nepijí od východu do západu slunce. Půst je vnímán jako symbol, jehož prostřednictvím se člověk zdržuje žádosti a má příležitost k duchovní obnově.
| „                    | „Nařídili jsme vám půst během krátké doby a jako jeho konec jsme určili svátek Nou-Rúz… Cestující, nemocní a těhotné či kojící ženy nejsou vázáni půstem… Zdržte se jídla a pití od slunce východu do slunce západu a chraňte se, aby vás žádost nepřipravila o tuto milost, jež je zanesena v Knize.“ | “ |
| — Svaté Písmo bahá'í | |   |

Bahá’í věří, že půst je tedy prospěšnou aktivitou, disciplínou, příležitostí k obnově a k restartu životních sil, které mají svůj zdroj v Bohu. Bahá’u’lláh však stanovil výjimku - pokud podle bahá'í lunárního kalendáře svaté dny (vztahující se k životu Bába a Bahá’u’lláha) nastanou během měsíce půstu, věřící nemusí tyto dny půst dodržovat.